# Lipkovské lomy
Lipkovské lomy se nacházejí v nadmořské výšce 492 m v katastru obce Horní Prysk (část obce Prysk, okres Česká Lípa, Liberecký kraj) na zalesněném svahu při východním úpatí Šenovského vrchu asi 25 metrů od silnice spojující Prácheň s Horním Pryskem přibližně 1 km jižně od Horního Prysku. Silnicí vede žlutě značená turistická trasa od Panské skály u Kamenického Šenova do Horního Prysku.

## Podrobněji
Jedná se o několik bývalých pískovcových lomů mezi silnicí pod Šenovským vrchem a bývalou železniční tratí. V těchto lomech se kdysi lámal pískovec používaný na stavební kvádry, náhrobní desky a nebo jako brusný a či stavební písek. V lomu, který se nachází bezprostředně (cca 25 m vzdušnou čarou) u silnice (nejblíže k Práchni) se pískovcové bloky dobývaly i pod zemí. V zadní stěně tohoto lomu byly vylámány dva tunely. Oba vedou souběžně, jsou dlouhé 13 metrů, široké 6 metrů a jejich výška činí přes 9 metrů. Ze statických důvodů byl mezi nimi ponechán 2 metry široký a 10 metrů dlouhý pískovcový skalní pilíř. Za tímto pilířem se oba tunely opět navzájem propojují a vytvářejí tak prostor, označovaný někdy jako tzv. Lipkovský dóm. V současné době (rok 2021) je ale přístup do prostoru Lipkovského dómu zatopen vodou. V zimě voda, která stéká do lomu, vytváří na jeho stěnách a portálech tunelů nepřehlédnutelné ledopády.
Na zarovnané haldě před jedním ze severněji ležících Lipkovských lomů se kdysi nacházel nevelký kamenný sloup. Ten připomínal událost z roku 1859 – šťastnou záchranu sesuvem ohrožených dělníků (lamačů kamene): Josefa Köglera, Antona Michela, Franze a Josefa Wenzlových. Sloupek byl vysoký asi 2 metry, byl osmihranný a na čtverhranné hlavici byla vyryta jak jména zachráněných dělníků, tak i letopočet 1859.
V blízkosti Lipkovských lomů se nacházejí další turistické cíle:
- skalní divadlo Prysk
- altán Rudolfinum
- jeskyně Lipka

## Galerie

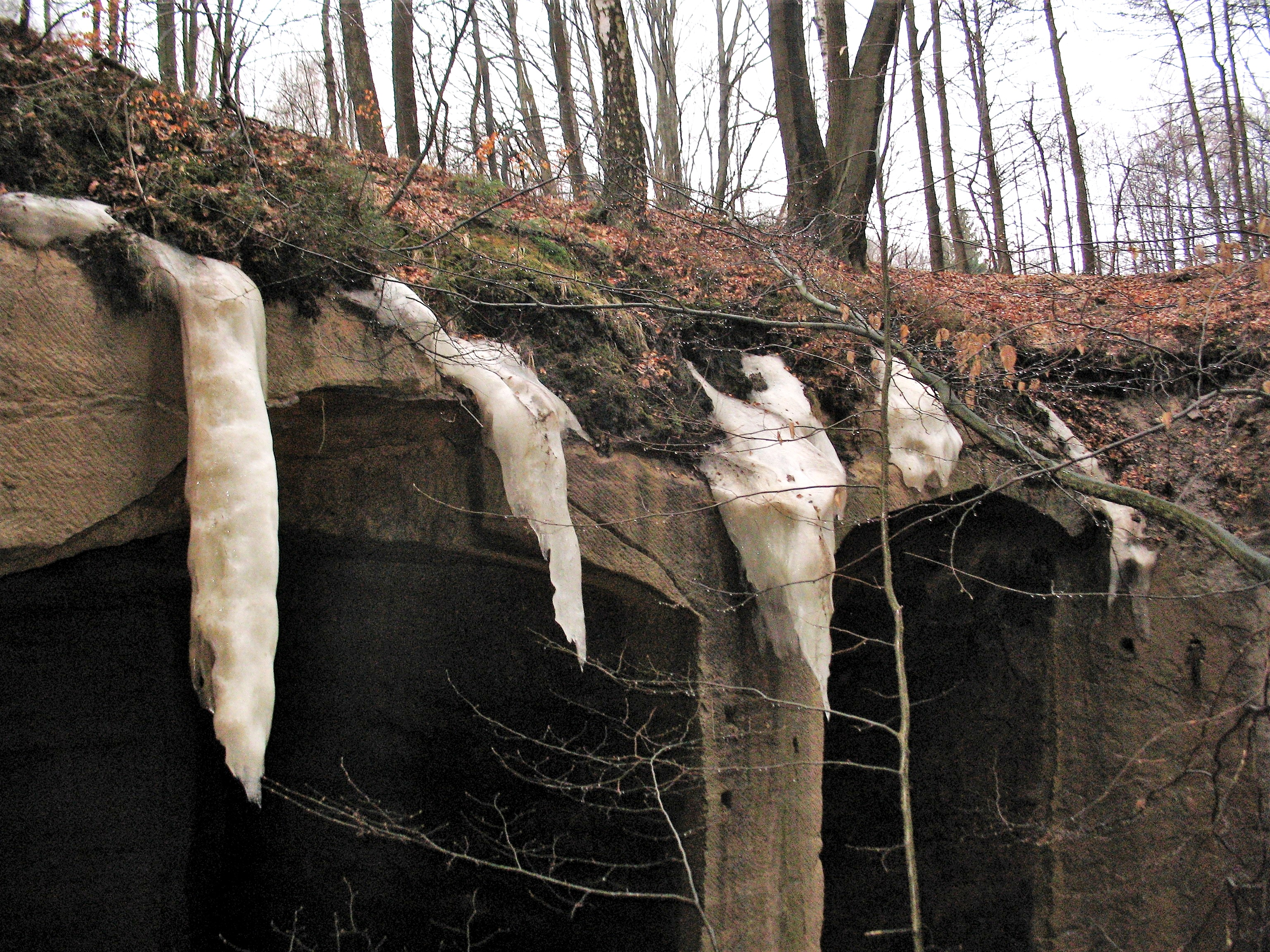
Ledopády v roce 2011
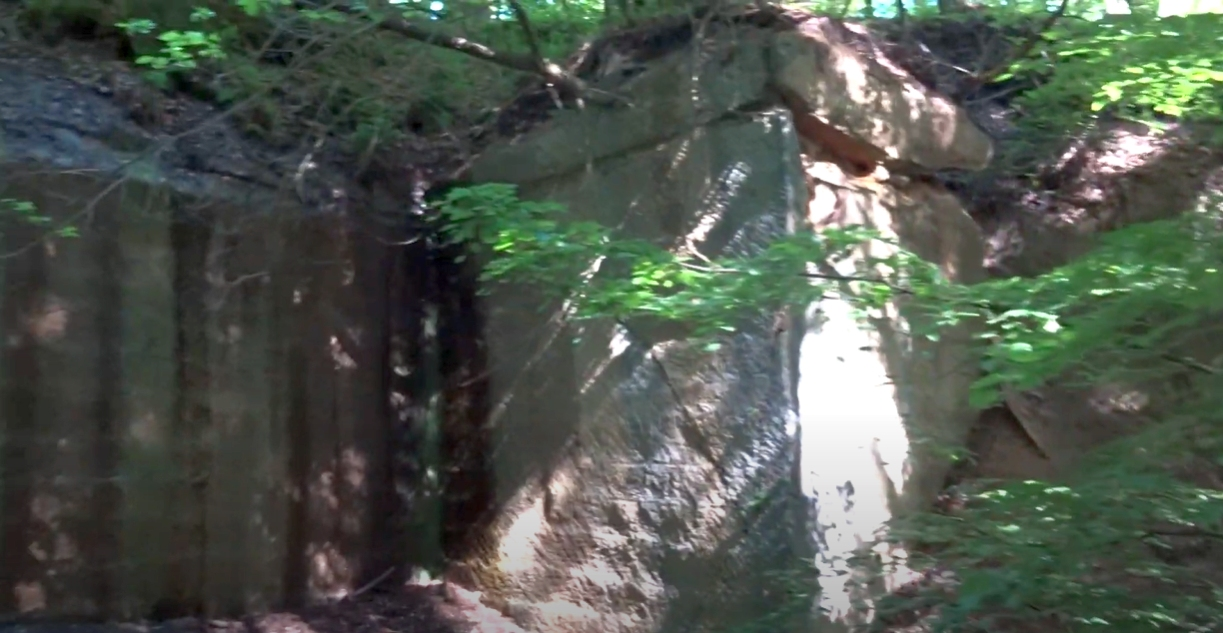
Stěna lomu
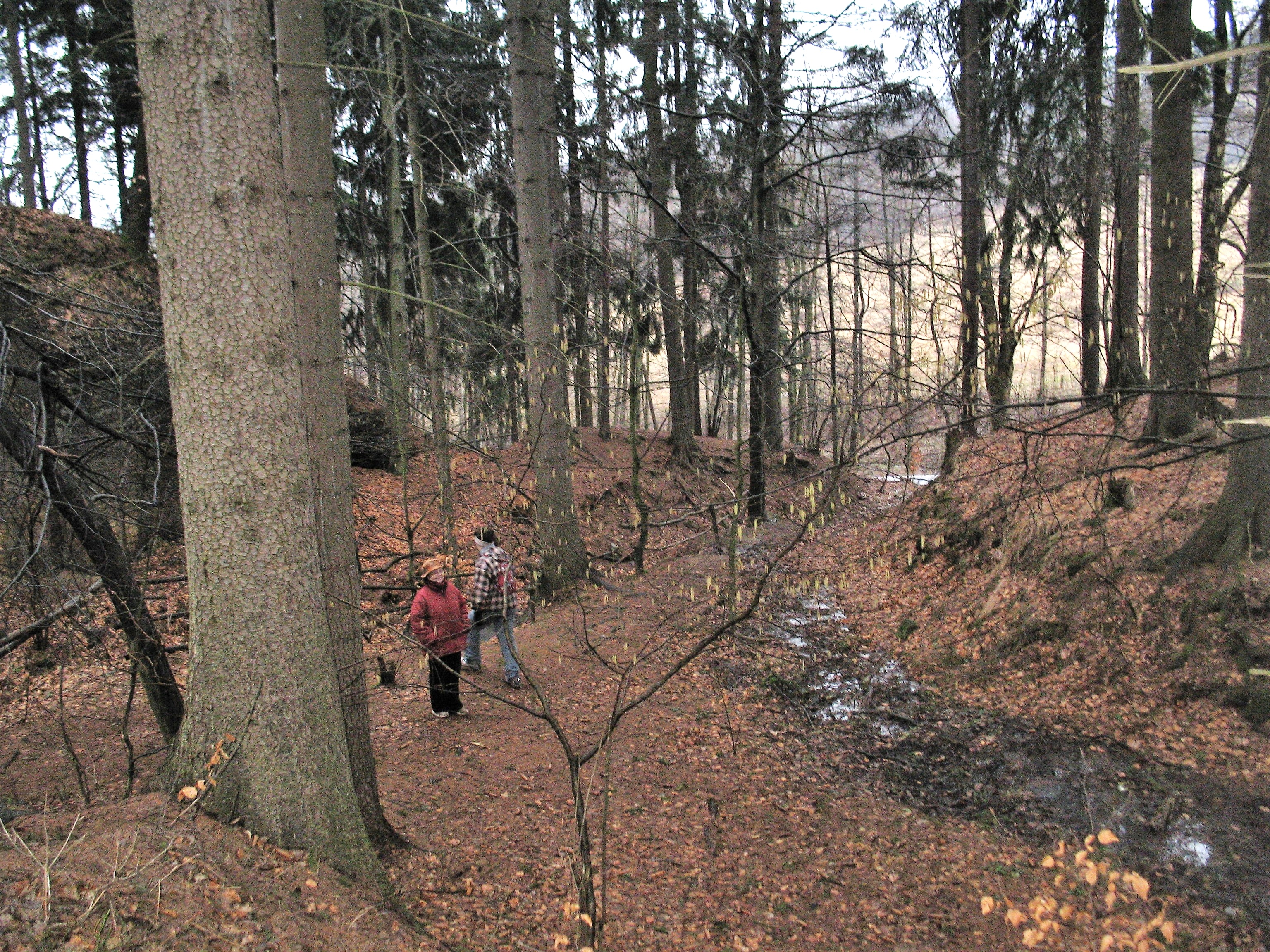
Přístup k lomům
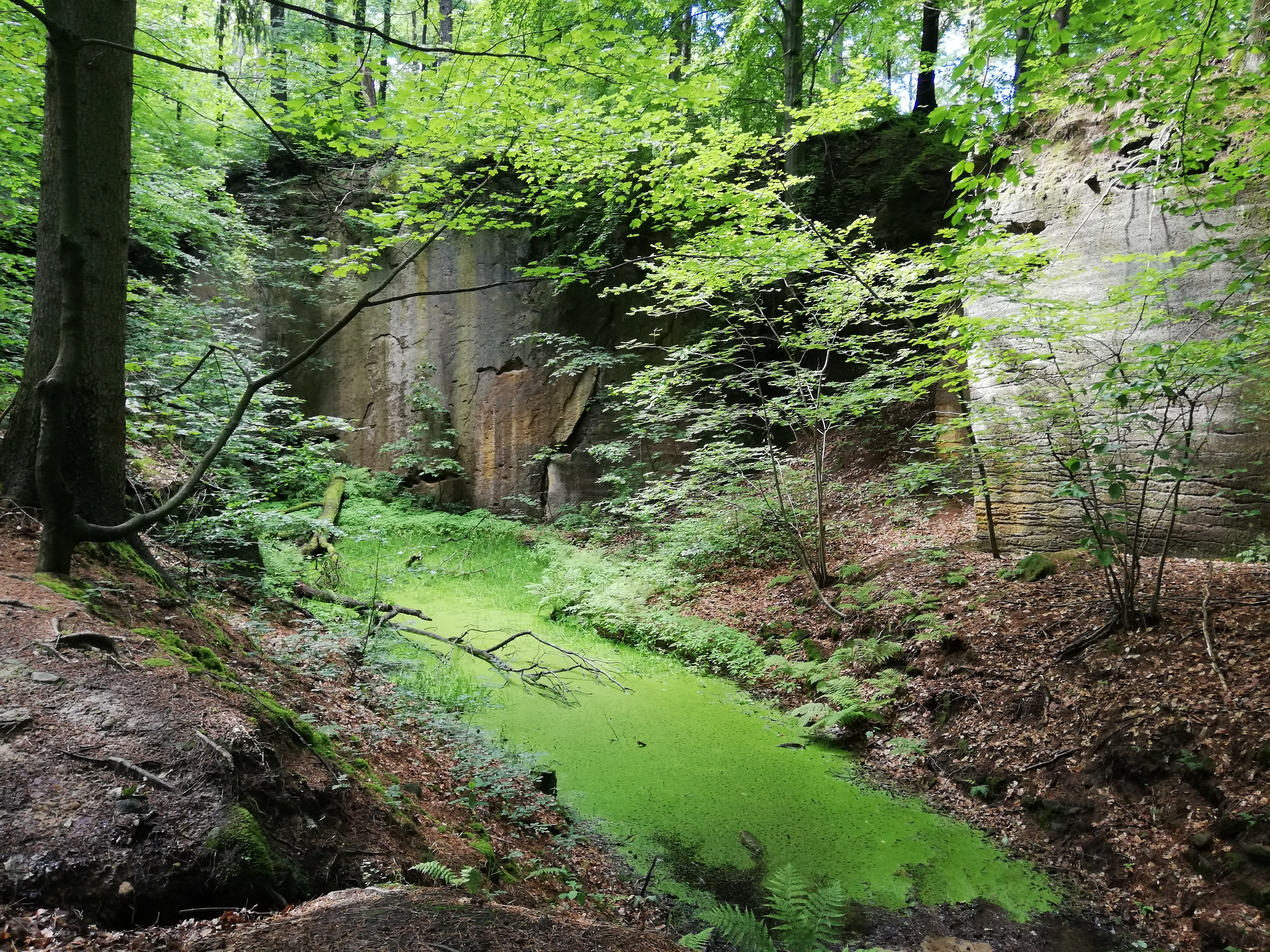
Lomy v létě
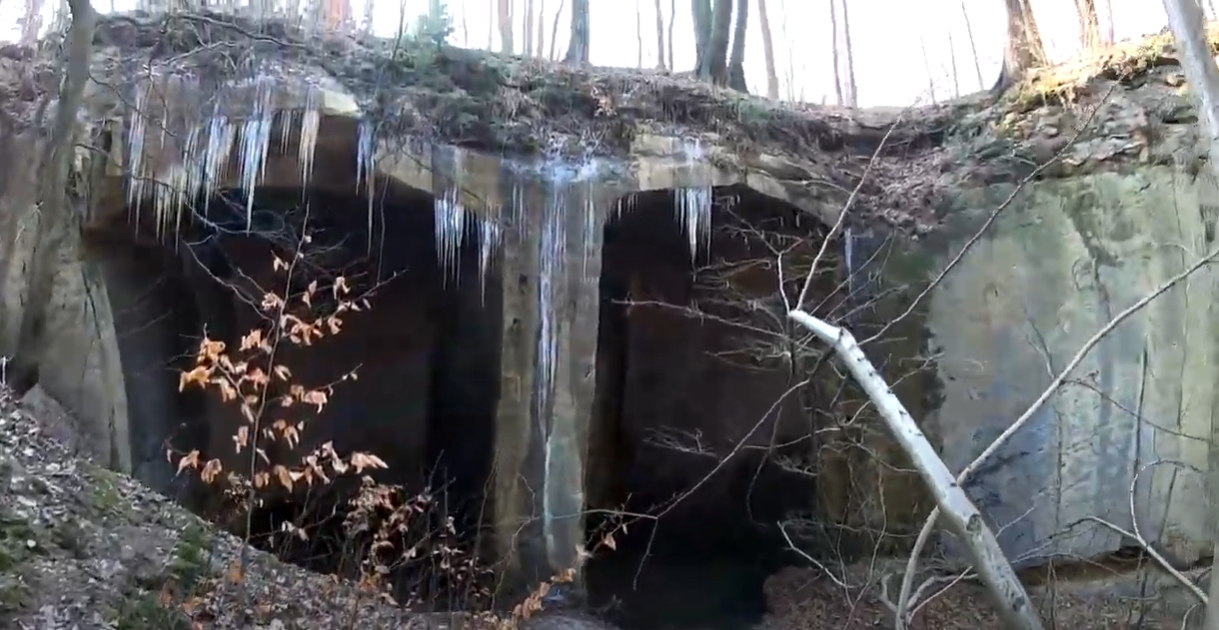
Ledopády v březnu 2020
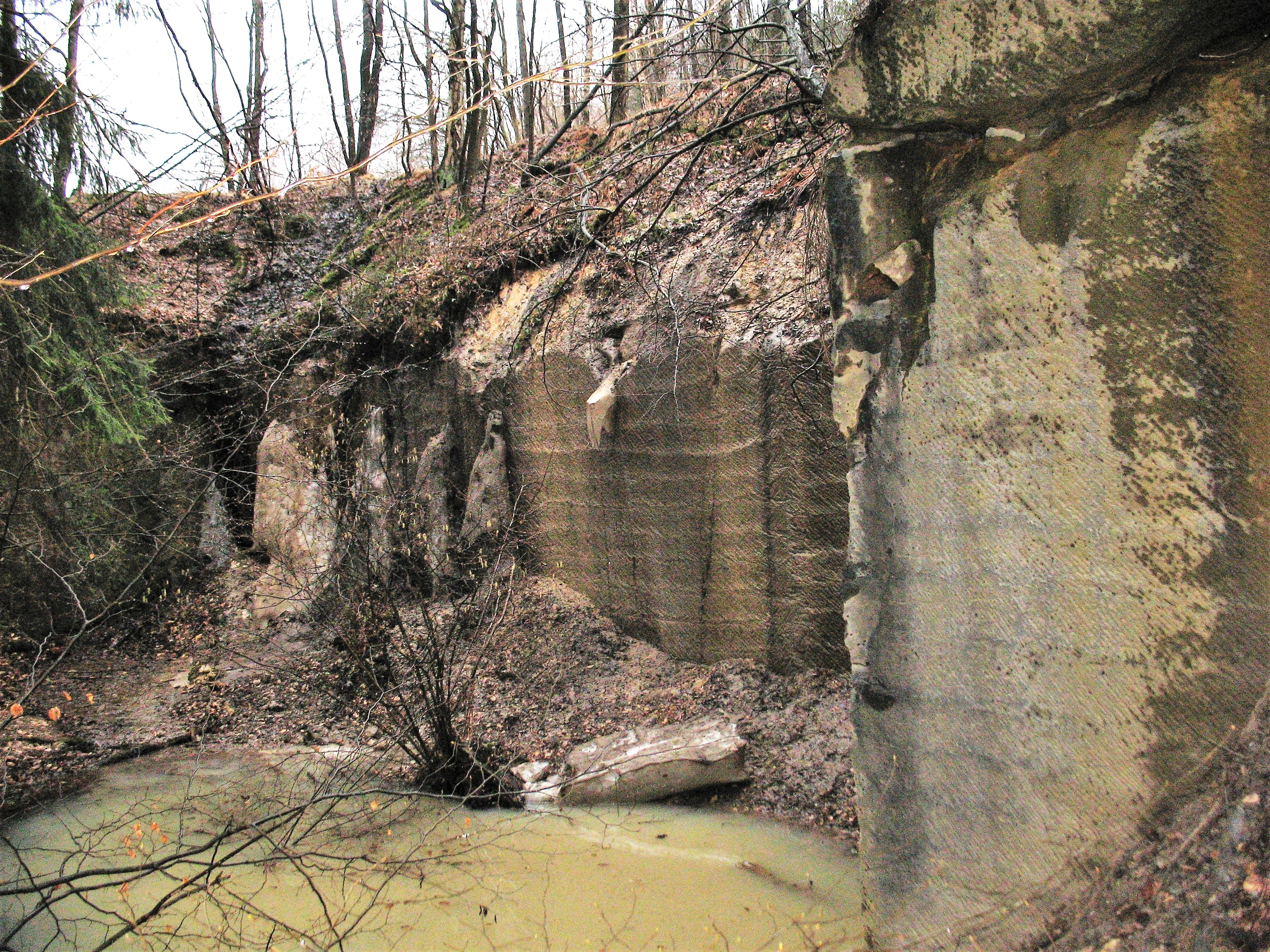
Zaplavená část lomu